# Мерседес (Коррієнтес)
Мерсе́дес (ісп. Mercedes) — місто в центральній частині аргентинської провінції Коррієнтес. Є адміністративним центром однойменного департаменту.

## Історія
До приходу європейських колонізаторів місцевість, де нині знаходиться місто Мерседес, була заселена індіанцями гуарані і була відома під назвою Паюбре (ісп. Paiubré або ісп. Pay Ubre). Ця назва і зараз подекуди вживається жителями міста.
1825 року група людей попросила дозволу в уряду провінції на заснування міста поблизу струмка Паюбре, але прохання було відхилене. 1829 року було направлено повторну петицію і 19 серпня уряд постановив обрати місце для нового поселення. 100 га для нього пожертвував землевласник дон Хосе Марія Гомес.
Вважається, що місто було засноване 1832 року, хоча не збереглося жодних документальних підтверджень цьому факту. День міста відзначається 5 липня, оскільки саме 5 липня 1832 року Хосе Марія Гомес привіз до нового поселення ікону Богородиці Благодаті (ісп. Nuestra Señora de las Mercedes), яку було обрано покровителькою міста і на честь якої воно отримало свою назву.
23 липня 1835 року було зведено першу каплицю у поселенні на честь Богородиці Благодаті.
Під час громадянської війни в Аргентині Мерседес став однією з арен боротьби між ворогуючими сторонами, зокрема 28 листопада 1841 року поблизу міста відбулася Битва при Каагвасу.
5 листопада 1872 року уряд Аргентини прийняв закон про будівництво залізничної гілки з Мерседеса до Коррієнтеса, але через різні неузгодженості будівництво затягнулося і станцію у Мерседесі було відкрито лише 1898 року.
1888 року поселення Мерседес отримало статус міста.
1907 року місто було електрифіковано.

## Економіка
Основою економіки міста Мерседес є сільське господарство, як тваринництво, так і рослинництво. Зокрема, завдяки великій площі пасовищ розвинене розведення великої рогатої худоби, кількість голів якої у департаменті Мерседес найбільше у провінції Коррієнтес. Щороку у місті проходить друга за важливістю сільськогосподарська виставка в Аргентині. У Мерседесі діє м'ясокомбінат і шкіряний завод.
Велика кількість земель відведена під вирощування рису, який обробляється тут же у місті.
На південь від міста добувають негашене вапно.

## Населення
Згідно з даними перепису 2010 року населення міста Мерседес складає 33 551 житель. Місто є п'ятим у провінції Коррієнтес за кількістю населення.

## Клімат
Клімат міста Мерседес вологий субтропічний (Cfa за класифікацією Кеппена). Середня річна температура складає +20 °C, максимальна зареєстрована — +45 °C, мінімальна — -2 °C.
| Клімат Мерседеса                                       | Клімат Мерседеса | Клімат Мерседеса | Клімат Мерседеса | Клімат Мерседеса | Клімат Мерседеса | Клімат Мерседеса | Клімат Мерседеса | Клімат Мерседеса | Клімат Мерседеса | Клімат Мерседеса | Клімат Мерседеса | Клімат Мерседеса | Клімат Мерседеса |
| Показник                                               | Січ.             | Лют.             | Бер.             | Квіт.            | Трав.            | Черв.            | Лип.             | Серп.            | Вер.             | Жовт.            | Лист.            | Груд.            | Рік              |
| Середній максимум, °C                                  | 32,1             | 31,2             | 29,0             | 25,4             | 22,7             | 19,5             | 19,6             | 20,8             | 22,6             | 25,1             | 28,0             | 31,2             | 25,6             |
| Середня температура, °C                                | 26,2             | 25,3             | 23,2             | 19,4             | 16,9             | 13,8             | 13,6             | 14,8             | 16,6             | 19,5             | 22,3             | 24,9             | 19,7             |
| Середній мінімум, °C                                   | 20,1             | 19,7             | 17,9             | 14,2             | 11,8             | 9,2              | 8,8              | 9,4              | 11,2             | 14,0             | 16,3             | 18,6             | 14,3             |
| Середня кількість сонячних годин на місяць             | 274,1            | 239,3            | 231,4            | 223,7            | 194,7            | 164,8            | 179,5            | 197,8            | 213,2            | 241,9            | 276,1            | 288,8            | 2725,3           |
| Норма опадів, мм                                       | 131.5            | 145.5            | 166.5            | 165.6            | 91.7             | 73.6             | 53.9             | 54.0             | 86.7             | 151.8            | 138.3            | 137.0            | 1396.1           |
| Вологість повітря, %                                   | 66               | 68               | 73               | 76               | 80               | 82               | 78               | 74               | 74               | 73               | 67               | 63               | 72.8             |
| ------------------------------------------------------ | ---------------- | ---------------- | ---------------- | ---------------- | ---------------- | ---------------- | ---------------- | ---------------- | ---------------- | ---------------- | ---------------- | ---------------- | ---------------- |
| Джерело: Instituto Nacional de Tecnología Agropecuaria |                  |                  |                  |                  |                  |                  |                  |                  |                  |                  |                  |                  |                  |

## Спорт
У місті існує спортивний клуб «Комунікасьйонес» (ісп. Club Social y Deportivo Comunicaciones), заснований 2014 року. Він має баскетбольну команду, яка грає у першому дивізіоні чемпіонату Аргентини, а також футбольну команду, яка грає у регіональній лізі.

## Культура
Архітектура міста Мерседес має еклектичний стиль. Центр міста складає забудова кінця ХІХ — початку ХХ століть. Переважно це малоповерхові цегляні будинки з фасадами в стилі неокласицизму.
Серед закладів культури Мерседеса слід відзначити:
- Будинок культури (ісп. Casa de la Cultura)
- Музей колоніальної історії і витончених мистецтв (ісп. Museo Histórico Colonial y de Bellas Artes)
- Муніципальний музей Месопотамії (ісп. Museo Municipal Mesopotámico)
- Літературне товариство Бельграно (ісп. Sociedad Literaria Belgrano)
- Театр Сервантеса (ісп. Teatro Cervantes)

## Транспорт
У місті Мерседес знаходиться станція залізниці ім. Уркіси. З 1993 року вона не використовується для пасажирських перевезень і обслуговує лише вантажні поїзди.
За 4 км від міста Мерседес знаходиться аеропорт Ібера, який нині не використовується для регулярний пасажирських перевезень, але раніше з нього можна було дістатися літаком до Буенос-Айреса.
Автотранспортом до міста Мерседес можна дістатися національними автотрасами № 123 і № 119, а також провінційними автотрасами № 131, № 40, № 132.